# Кена (приток Онеги)
Ке́на — река в Плесецком районе Архангельской области, левый приток Онеги.

## Характеристика
Длина — 39 км. Площадь бассейна — 8120 км². Питание реки снеговое и дождевое. Ледостав с середины ноября по конец апреля. Берёт начало из озера Кенозеро. Исток реки находится на территории Кенозерского национального парка. Высота истока — 85 м над уровнем моря. Впадает в реку Онега около деревни Руньевская. Высота устья — 77 м над уровнем моря.

Бассейн Онеги

## Притоки
Большая Сондола, Малая Сондола (Малая Сондала), Чурьега, Порубежный, Мелкий, Важгинец (Большой Важинец).

## Населённые пункты
От истока к устью:
- Першлахта
- Коровино (деревня)
- Коровино (посёлок)
- Самково (посёлок)
- Самково (Самковская) (деревня)
- Враниковская
- Измайловская
- Корякино
- Рудниковская

## История
Ранее по реке Кена проходила административная граница между Пудожским и Каргопольским уездами.